# Star 266
Star 266 — среднетоннажный грузовой автомобиль повышенной проходимости производства завода грузовых автомобилей «Star» в городе Стараховице (ПНР).
Выпускался серийно с 1973 по 2006 год. Использовался как для военных нужд, так и в народном хозяйстве. Значительная часть автомобилей производилась для польской армии.

## История

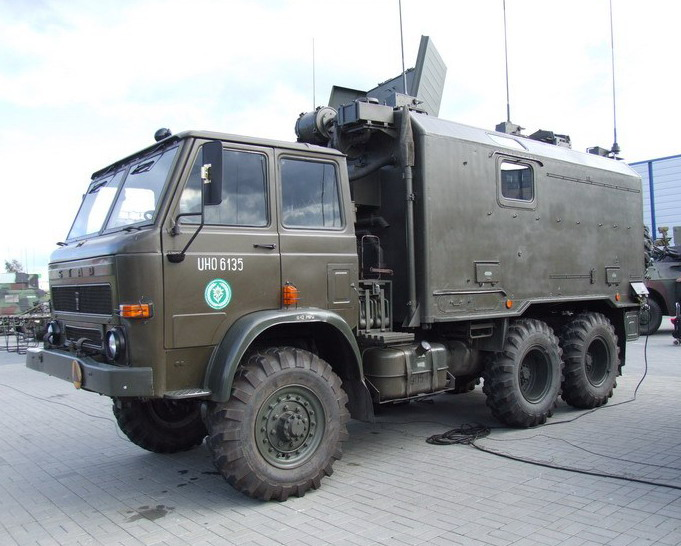
Star 266 (1973—2000)

Впервые автомобиль Star 266 был представлен в 1973 году. Представляет собой автомобиль с деталями от Star 200 и Star 244.
Автомобиль предназначается для перевозки грузов до 3500 кг по бездорожью и до 5000 кг по асфальту, в том числе для буксировки прицепов полной массой до 4000 кг. 
Долгое время автомобиль оснащался дизельным двигателем внутреннего сгорания Star S359. В 2001 году автомобиль Star 266 был модернизирован путём установки кабины от немецкой модели MAN M2000 и двигателя MAN D0824LFG01. 
Производство завершилось в 2006 году. 

## Модификации
Впервые прототип автомобиля Star 1466 (1266) был представлен в сентябре 2000 года в Кельце. Представляет собой преемника и заполняет промежуток между Star 944 и Star 1466.
Автомобиль оснащён немецкими комплектующими: кабиной от MAN M2000 и дизельным двигателем внутреннего сгорания MAN D0824LFL09, который соответствует стандарту Евро-2.
Основные отличия 1366 от модели Star 266 — масса, повышенная на несколько килограммов, двигатель с турбонаддувом, кабина и фары на бампере. Второй прототип среднетоннажного грузового автомобиля повышенной проходимости Star 1466 производства завода грузовых автомобилей «Star» в городе Стараховице (ПНР) (первый прототип — Star 1266).
Интерес к автомобилю проявляли Вооружённые силы Венгрии, но из-за распада Варшавского договора и многих политических преобразований автомобиль так и остался опытным.

### 266M2
Представляет собой вторую модернизацию автомобиля Star 266, снятого с производства в 2006 году.
Впервые автомобиль Star 266M2 был представлен в 2010 году. В связи с тем, что завод FSC Star был ликвидирован 9 января 2009 года, автомобиль производится на заводе Autobox Innovations.
Автомобиль производится по заказу Вооружённых сил Польши. В отличие от предшественников, автомобиль оснащается дизельным двигателем внутреннего сгорания итальянского производства Iveco Tector 4 и механической шестиступенчатой трансмиссией Eaton FS-5206B. Объём бака составляет 200 литров.
С середины 2015 года автомобиль оснащается кабинами от моделей MAN L2000 и MAN M2000, которые производятся китайской компанией Shacman.

## Изображения

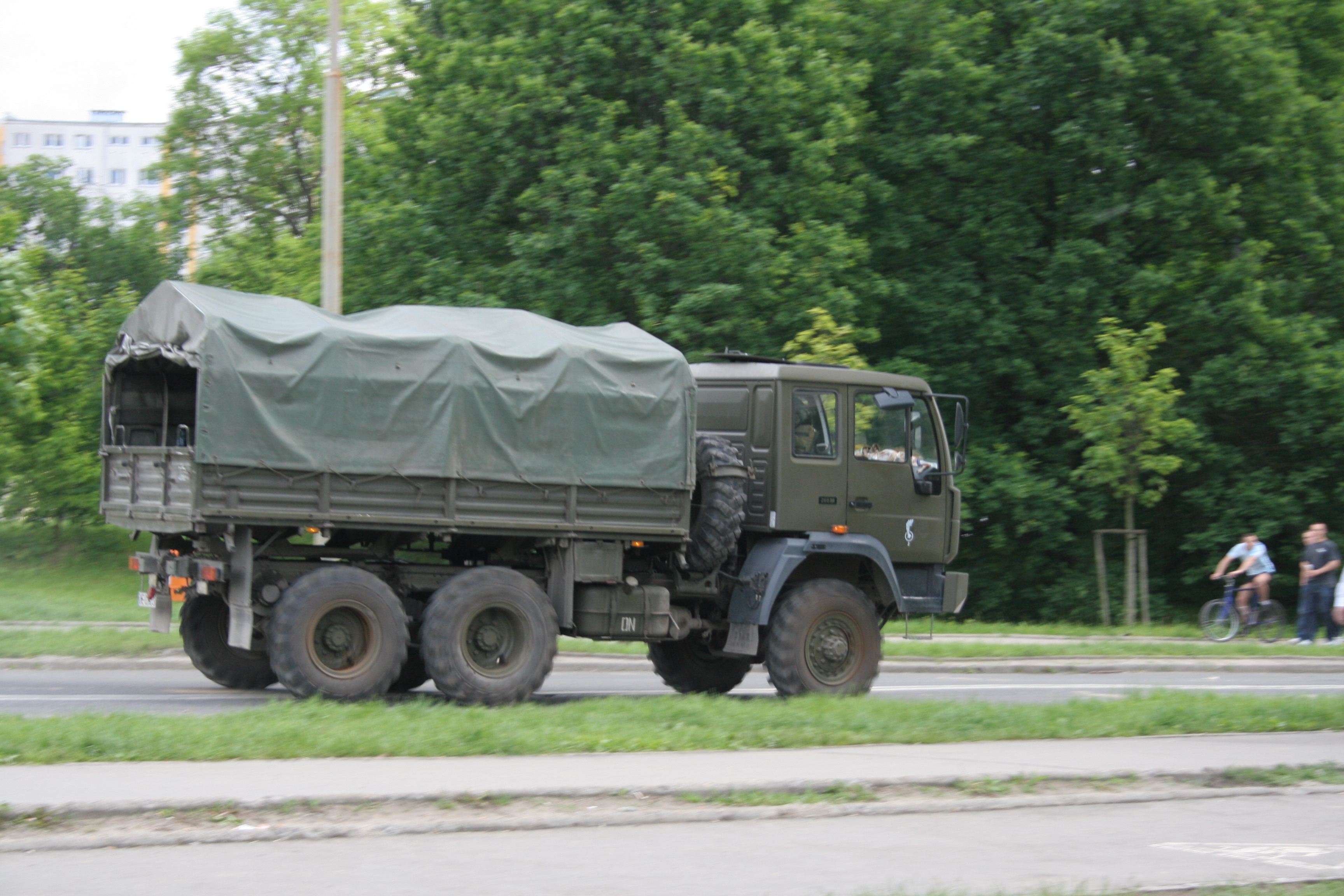
Star 266M
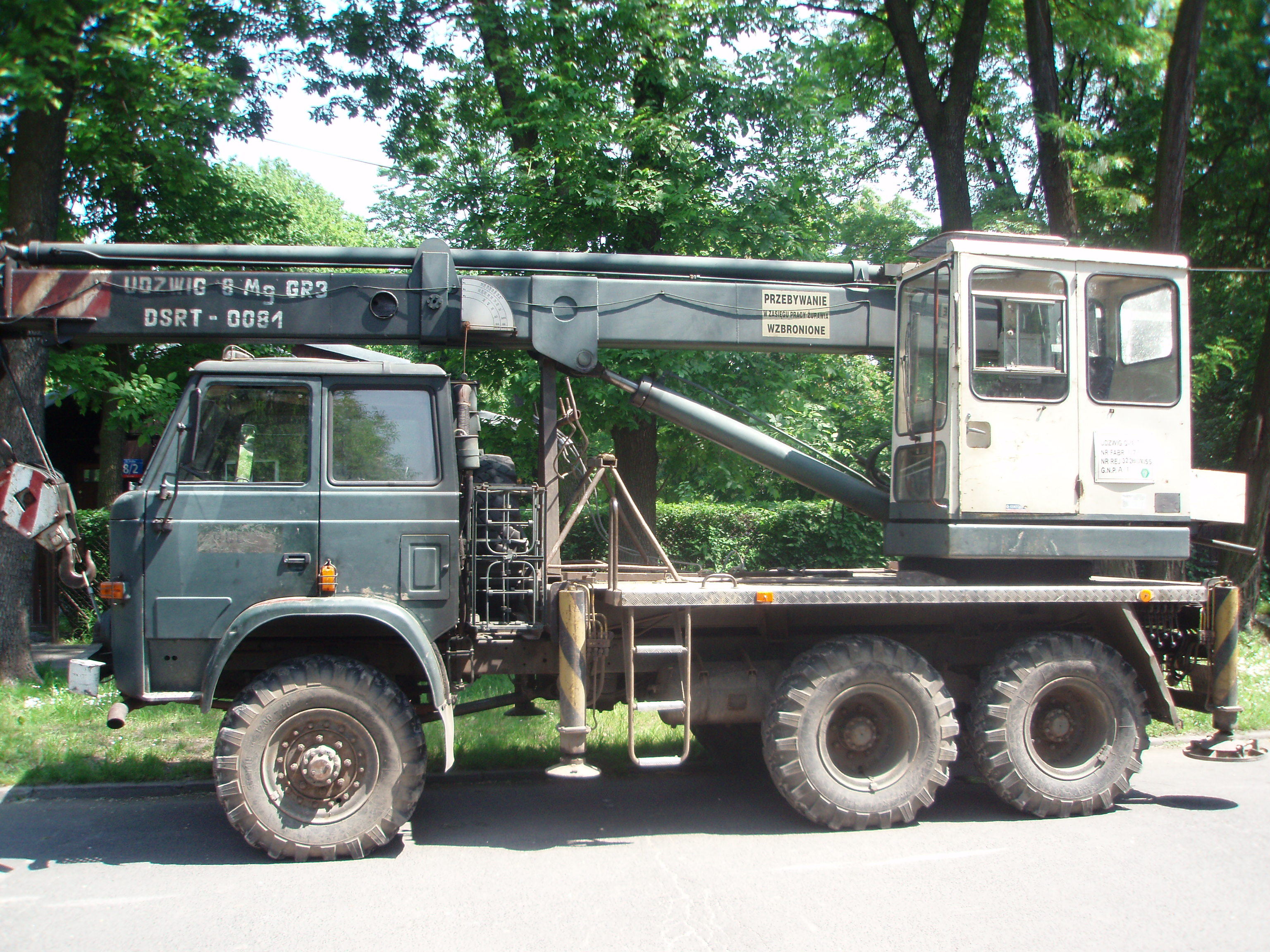
Автокран
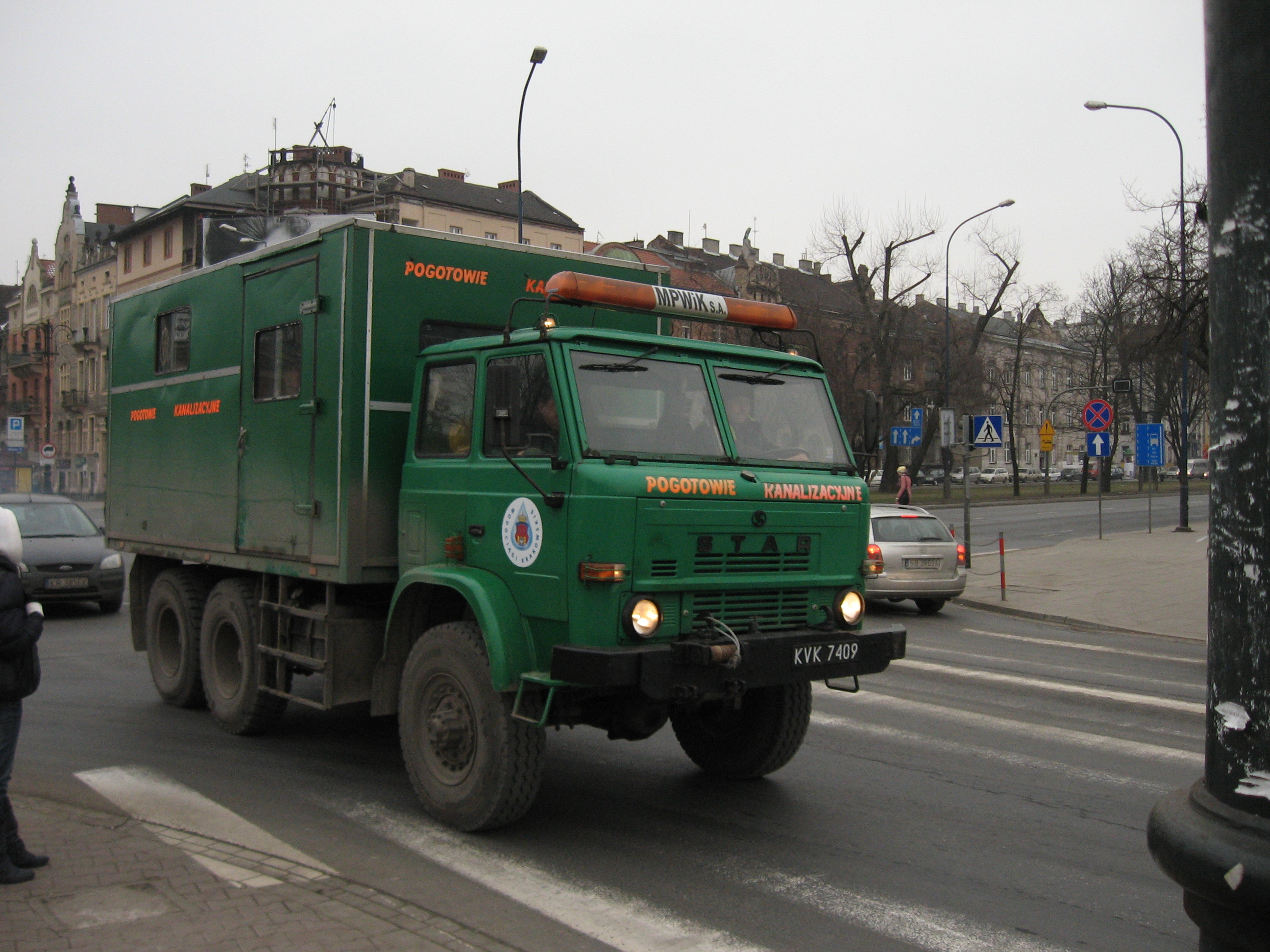
Автомобиль связи
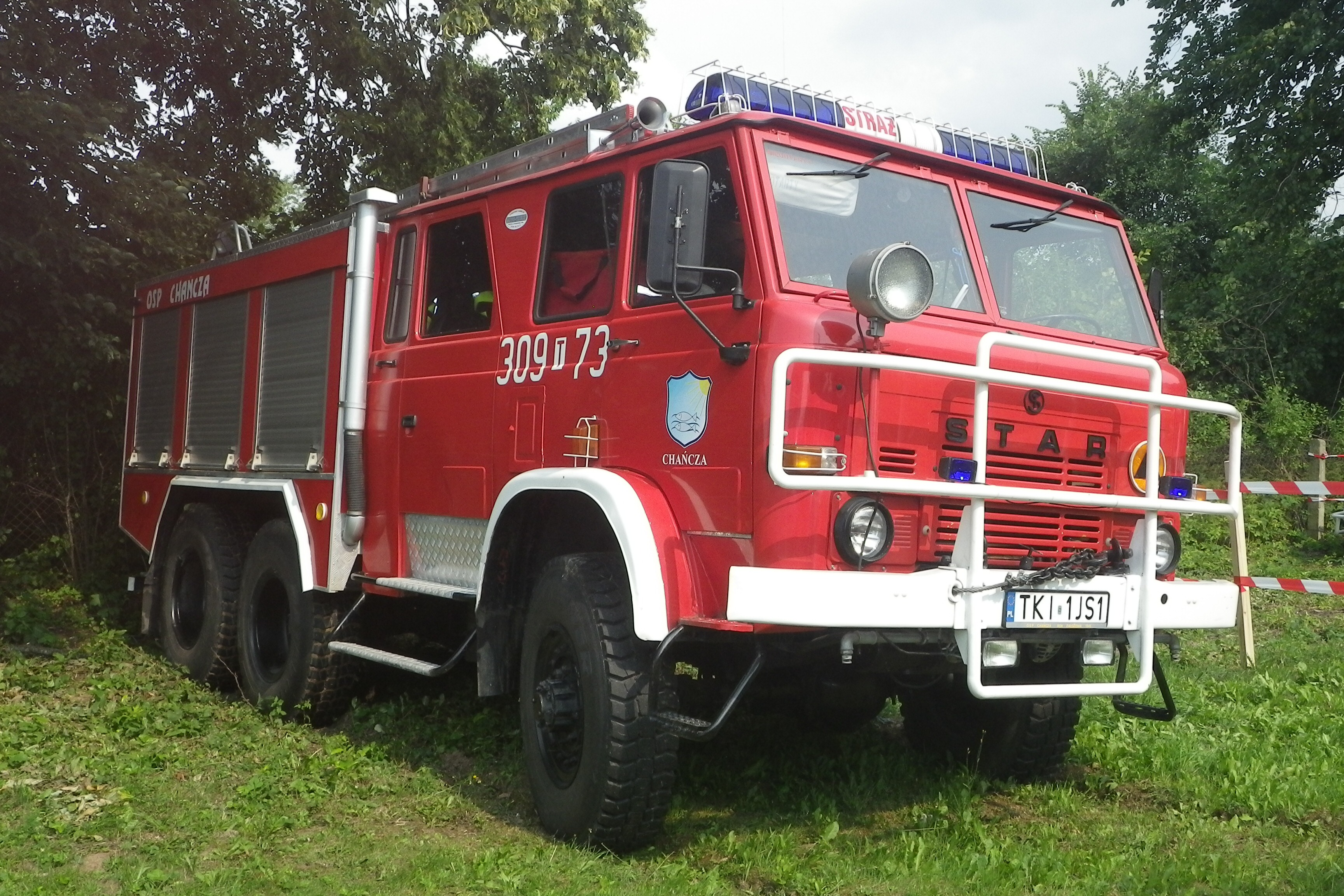
Пожарный автомобиль